# Tapiz de El Bosco
El Tapiz de El Bosco (o Los sueños de El Bosco), conservado en el Monasterio de El Escorial (España), es una serie de cuatro tapices flamencos tejidos en Bruselas en el segundo tercio del siglo XVI según dibujos inspirados en obras del pintor El Bosco y sus seguidores.

## Historia

### Ejemplar de Francisco I

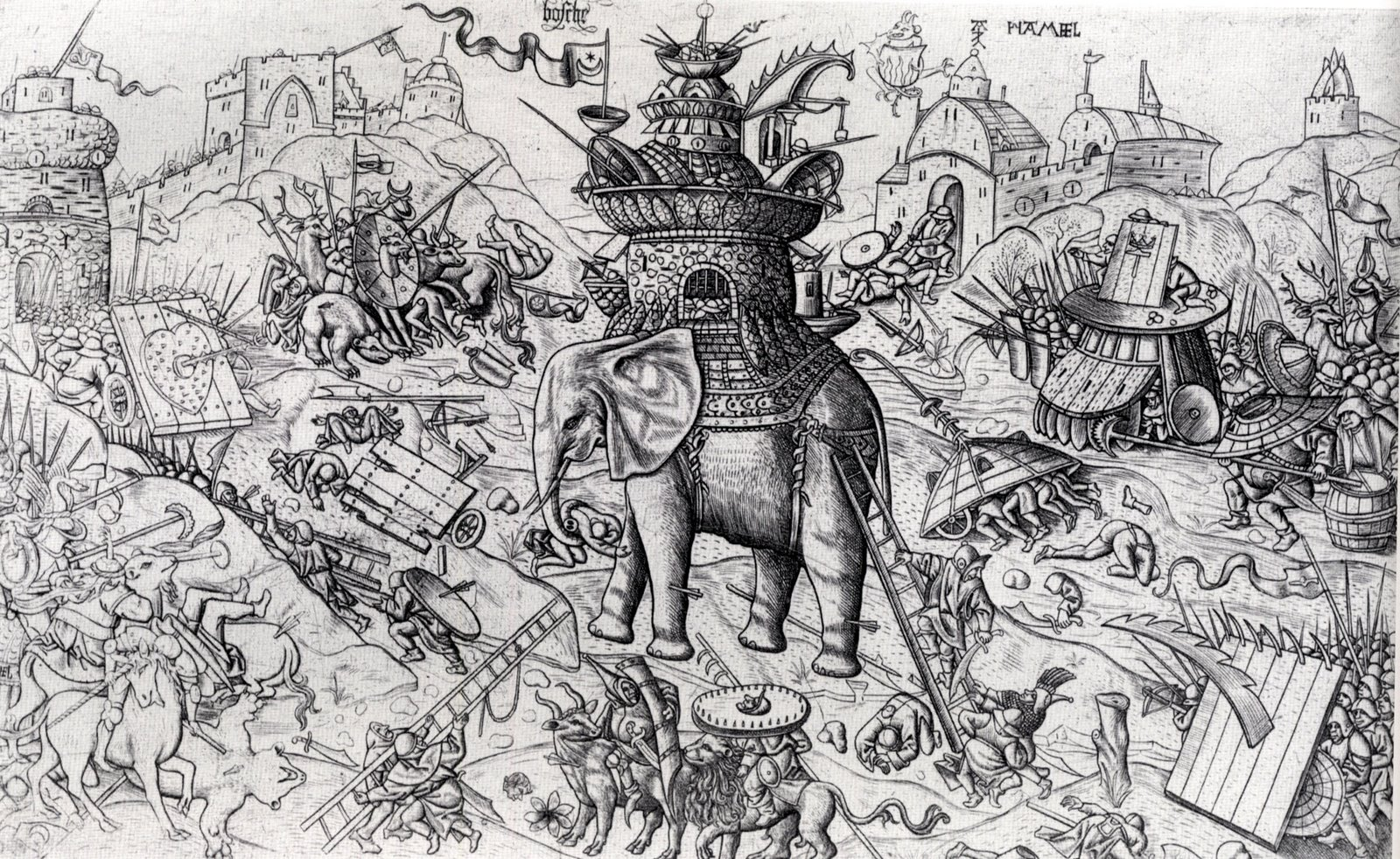
El elefante de guerra, grabado de Alart du Hameel, hacia 1490.

Una primera copia del tapiz, actualmente desaparecida, está documentada desde los años 1530-1540, lo que refuta la antigua tradición  de una participación más o menos directa de Pieter Brueghel el Viejo, nacido alrededor de 1526, en la elaboración de los cartones.
Entre 1534 y 1538, el rey Francisco I de Francia compró a Melchior Baldi, agente de Marc Crétif, un comerciante de Bruselas de origen italiano, varias series de tapices flamencos, incluida una «creación del mundo y otras piezas».
Un inventario de 1542 menciona "«cinco piezas de tapicería con diversas historias [...] los devys de Hieronyme»" («según los dibujos de Jheronimus») y describe el tapiz con precisión:  además de cuatro tapicerías idénticas por sus temas y sus dimensiones a las que se han conservado en España, una quinta representaba un Elefante. Este, del mismo formato que La Tentación de San Antonio, ciertamente fue tejido según el Elefante de guerra, un grabado de Alart du Hameel realizado en Bois-le-Duc , hacia 1490. Reeditado y copiado en varias ocasiones en el transcurso del siglo XVI, esta impresión pasó por ser el fiel reflejo de una composición del Bosco.

Reconstrucción del tapiz completo
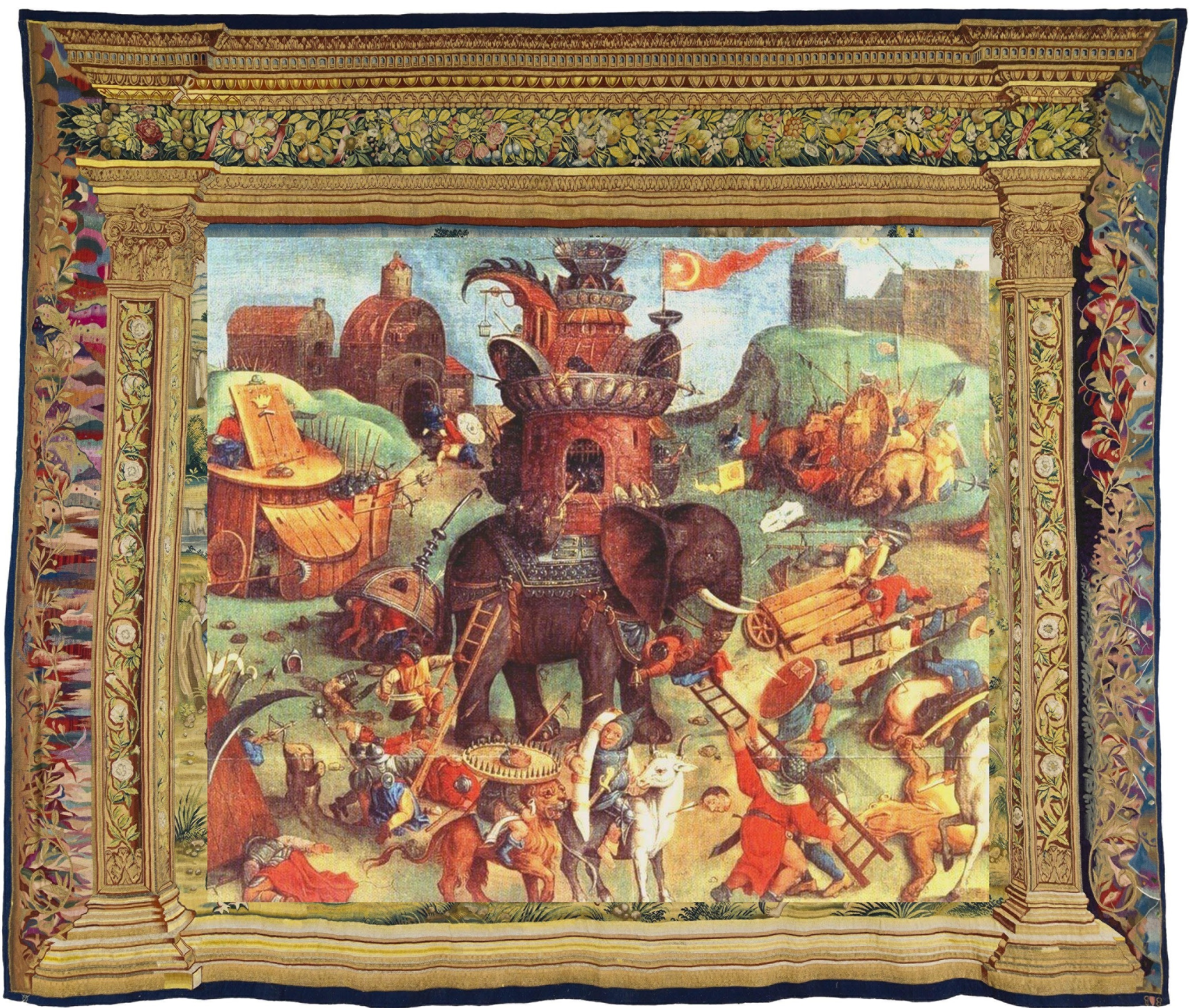
El Elefante (montaje de un lienzo de 1558 que copia el grabado de arriba)
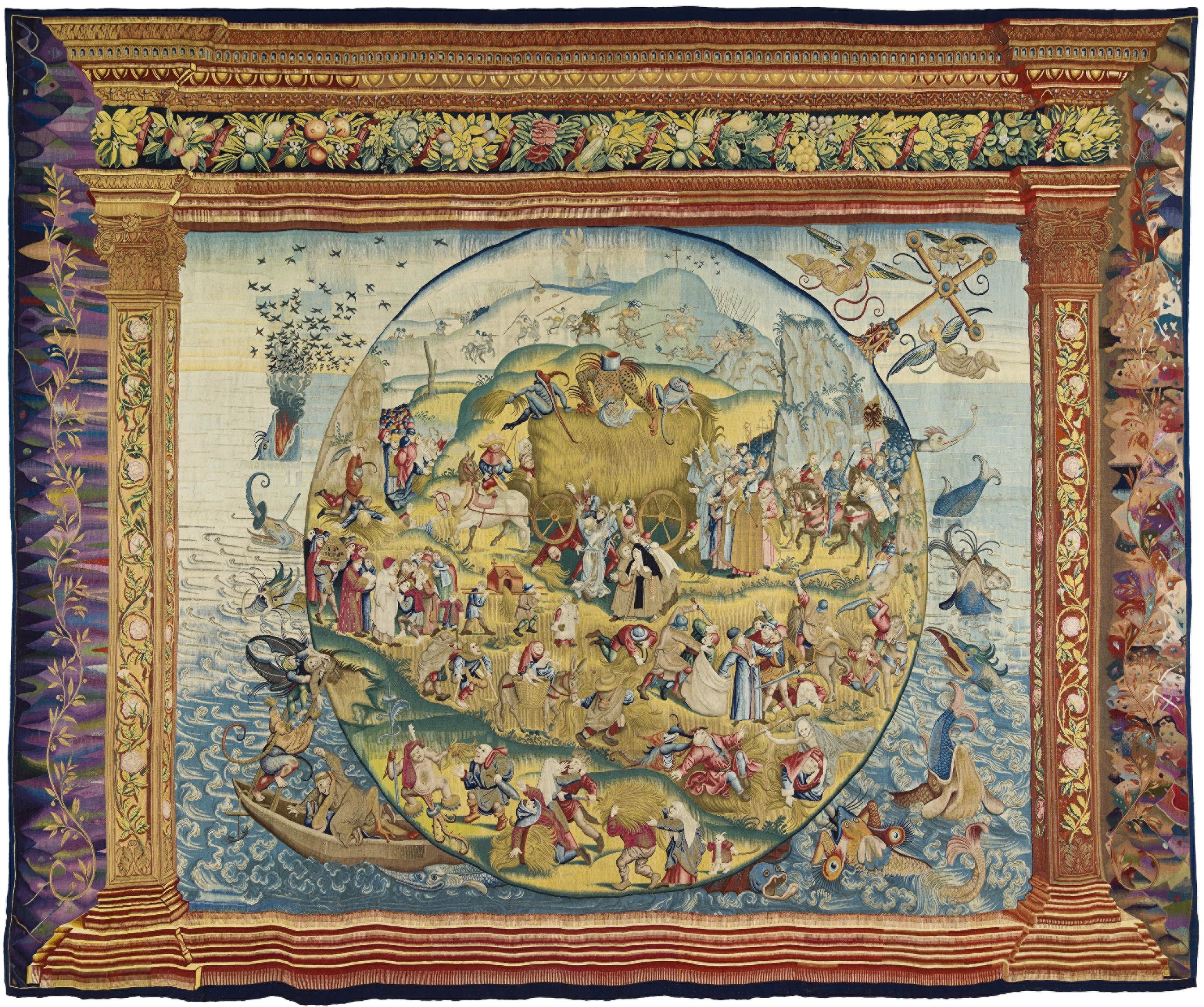
El carro de heno (ejemplar de El Escorial)
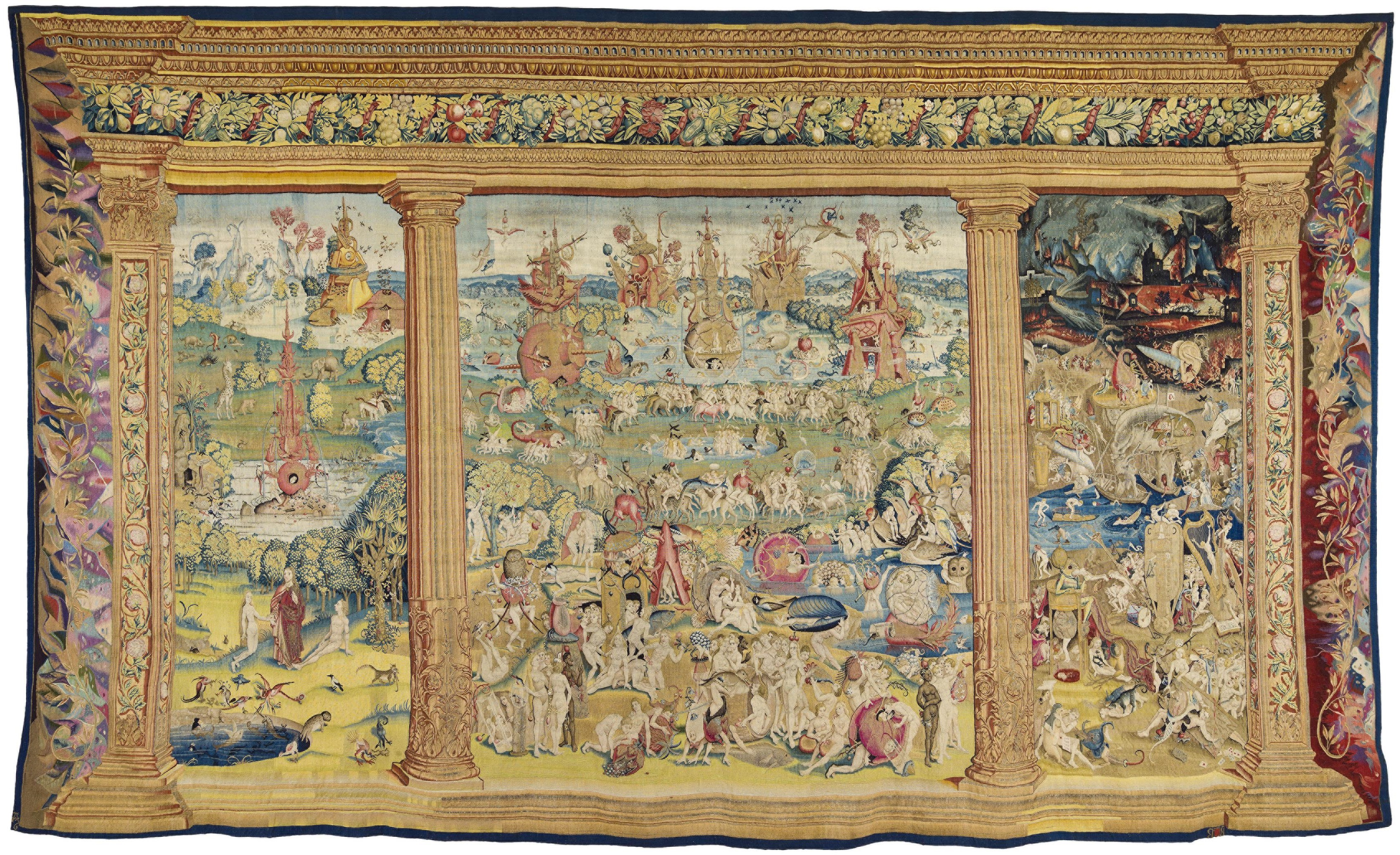
El jardín de las delicias (ejemplar de El Escorial)
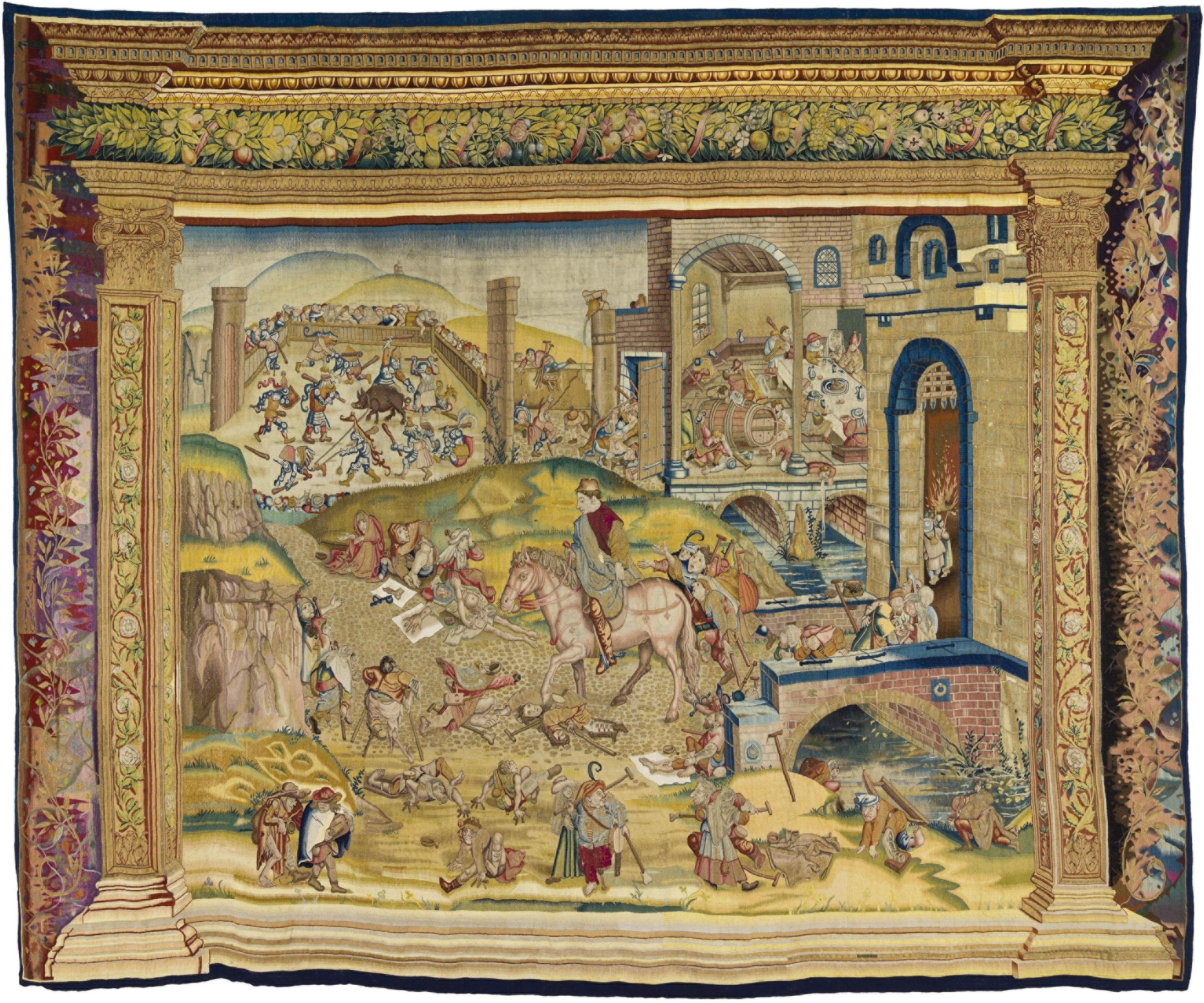
San Martín y los mendigos (ejemplar de El Escorial)
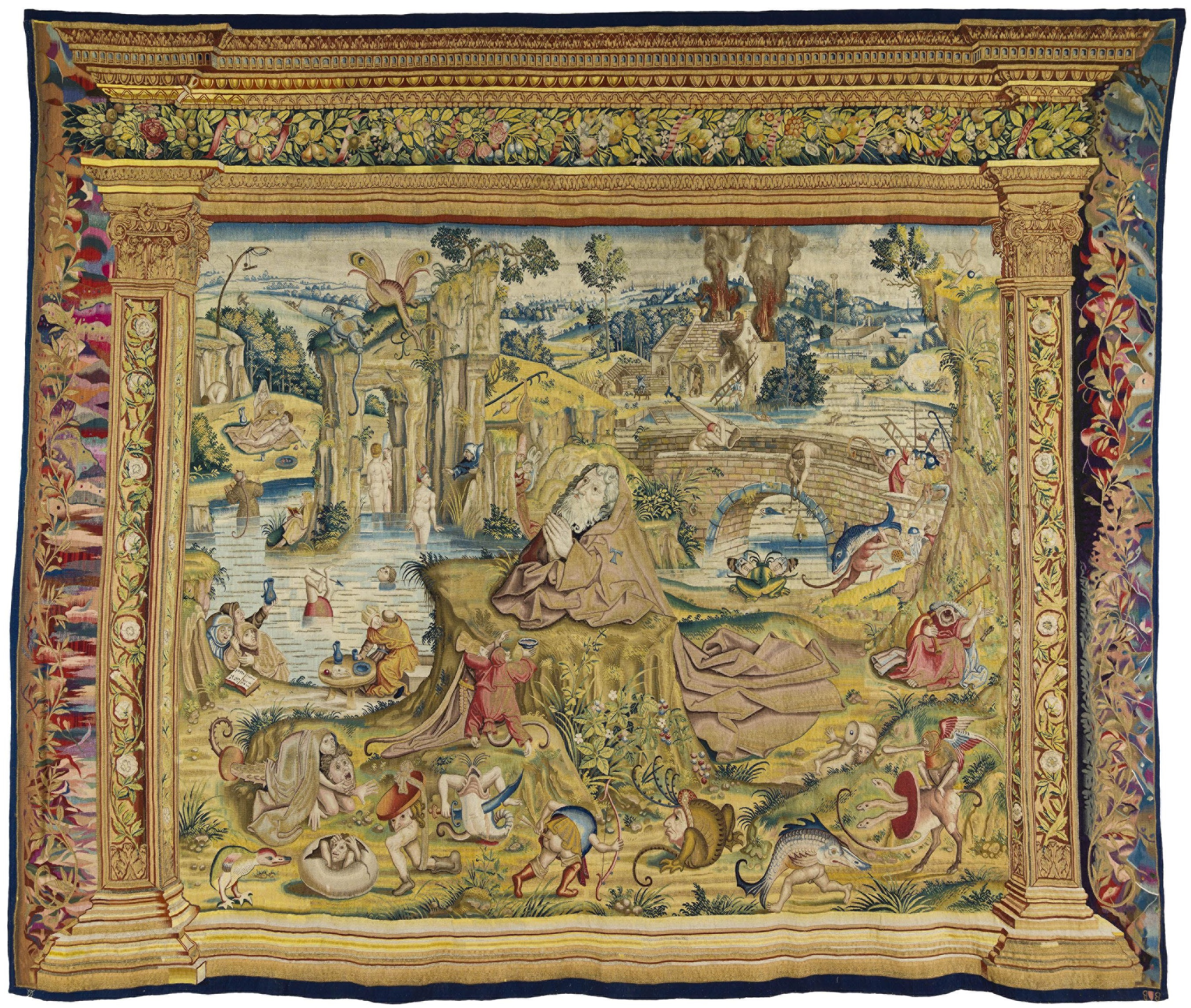
La Tentación de San Antonio (ejemplar de El Escorial)

Bajo Luis XIV, André Félibien observó, en referencia al Bosco, que «hay un tapiz de su diseño en en el Guardammuebles del Rey».
Después de la Revolución francesa, el tapiz de Francisco I probablemente sufrió la misma suerte que muchos otros tapices del Guardamuebles de la Corona, destruidos en 1797 para recuperar los metales preciosos.

### Ejemplar de El Escorial

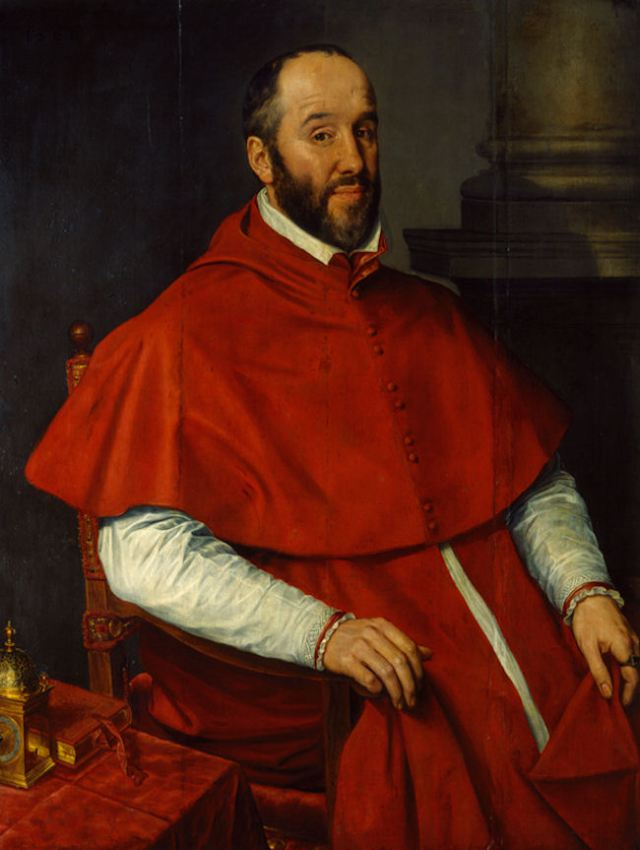
Retrato del cardenal Antonio Perrenot de Granvela (circa 1562-1568).

El tapiz conservado en España probablemente sea una reedición de la serie comprada por Francisco I.
En junio de 1566, «los nuevos tapices y El Bosco» [sic] (la conjunción de coordinación puede sugerir que los del Bosco no eran nuevos) se envían al cardenal Antonio Perrenot de Granvela , entonces arzobispo de Malinas. Pronto despertaron la admiración de Fernando Álvarez de Toledo y Pimentel, duque de Alba, enviado a los Países Bajos para sofocar la revuelta de los mendigos del mar. En 1567, el duque pidió insistentemente permiso para hacer una copia de los tapices. Como Granvelle estaba ausente, su «maestro de cuentas» decidió ganar tiempo aconsejando al duque que copiara el tríptico original de El jardín de las delicias. De hecho, fue dejado en Bruselas por Guillermo de Orange el Taciturno, jefe de los rebeldes que habían huido. En respuesta a esta información, el duque de Alba se apropió inmediatamente de los bienes de el Taciturno. El mismo año, finalmente obtuvo el préstamo de los tapices del cardenal para hacer una copia a mayor escala.
En 1600, un heredero del cardenal, el conde François de Cantecroix, vendió los cinco tapices al emperador Rodolfo II de Habsburgo, que reunió en Praga una impresionante colección de curiosidades y obras de arte. Probablemente, como regalo diplomático entre los Habsburgo de Austria y los Habsburgo de España, el tapiz llega a principios del siglo XVII a la corte de Madrid, donde se menciona por primera vez en 1626, adornando el Alcázar con motivo de la recepción del cardenal Barberini. La fecha de desaparición de la moneda con el Elefante no se conoce.
Listado en el palacio real de Madrid en 1875, con el título de Las tentaciones de San Antonio, Alphonse-Jules Wauters tituló el tapiz en la misma época Los sueños de El Bosco, quien atribuyó los cartones a Pieter Brueghel el Joven. En 1903, el Conde consorte de Valencia de Don Juan vinculó los tapices de El jardín de las delicias y el El carro de henoa las obras del Bosco, pero atribuyó el diseño de los otros dos tapices a Brueghel. Veinte años más tarde, otro especialista, Heinrich Göbel, propuso al malinés Frans Verbeeck como el autor de los cartones. A partir de un artículo de L. Brand Philip publicado en 1958, se acepta generalmente que solo el tapiz de El jardín de las delicias adapta directamente una obra del Bosco, los otros tres son «pastiches» compuestos de elementos tomados del repertorio del maestro.
Colgado en el Palacio de la Granja antes de 1967, los tapices se unieron a las colecciones conservadas en El Escorial, donde se exhibió en 2016, con motivo del 500 aniversario de la muerte del Bosco.

## Descripción
El tejido de los cuatro tapices es de lana, hilo metálico (oro y plata) y seda. De una altura de casi 3 metros (entre 292 y 298 centímetros) cada uno, varían en anchura (entre 352 y 492 centímetros) y forman un conjunto de casi 16 metros de largo.
Rodeados de bordes imitando mármol, están enmarcados por una decoración arquitectónica. Formada con pilastras compuestas que sostienen un entablamento con un friso de guirnaldas, está influenciado por el Renacimiento italiano.

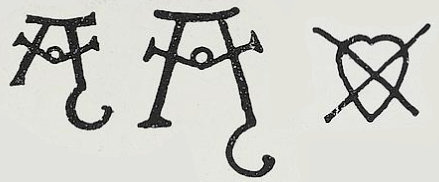
Marcas de taller identificadas por Heinrich Göbel.

El origen del tapiz lo atestiguan las dos «B», marca de los tapices de Bruselas, obligatoria desde 1528. Presente en dos piezas, otras dos marcas, probablemente especificando el taller, aún no han sido identificadas: un monograma con una «A» irregular que tiene un pequeño 6, G  o C  en la parte inferior de su segunda asta descendente, y un corazón atravesado por dos líneas que forman una cruz de San Andrés. La ausencia de las armas del cardenal de Granvelle llevó a Otto Kurz a adelantar la idea de que el tapiz conservado sería más bien una copia a gran escala hecha a petición del duque de Alba, 10 pero esta hipótesis no fue adoptada por los conservadores de la exposición de 2016.
El estado de conservación del tapiz es muy satisfactorio, a pesar de la oxidación de los hilos de plata.

### El jardín de las delicias

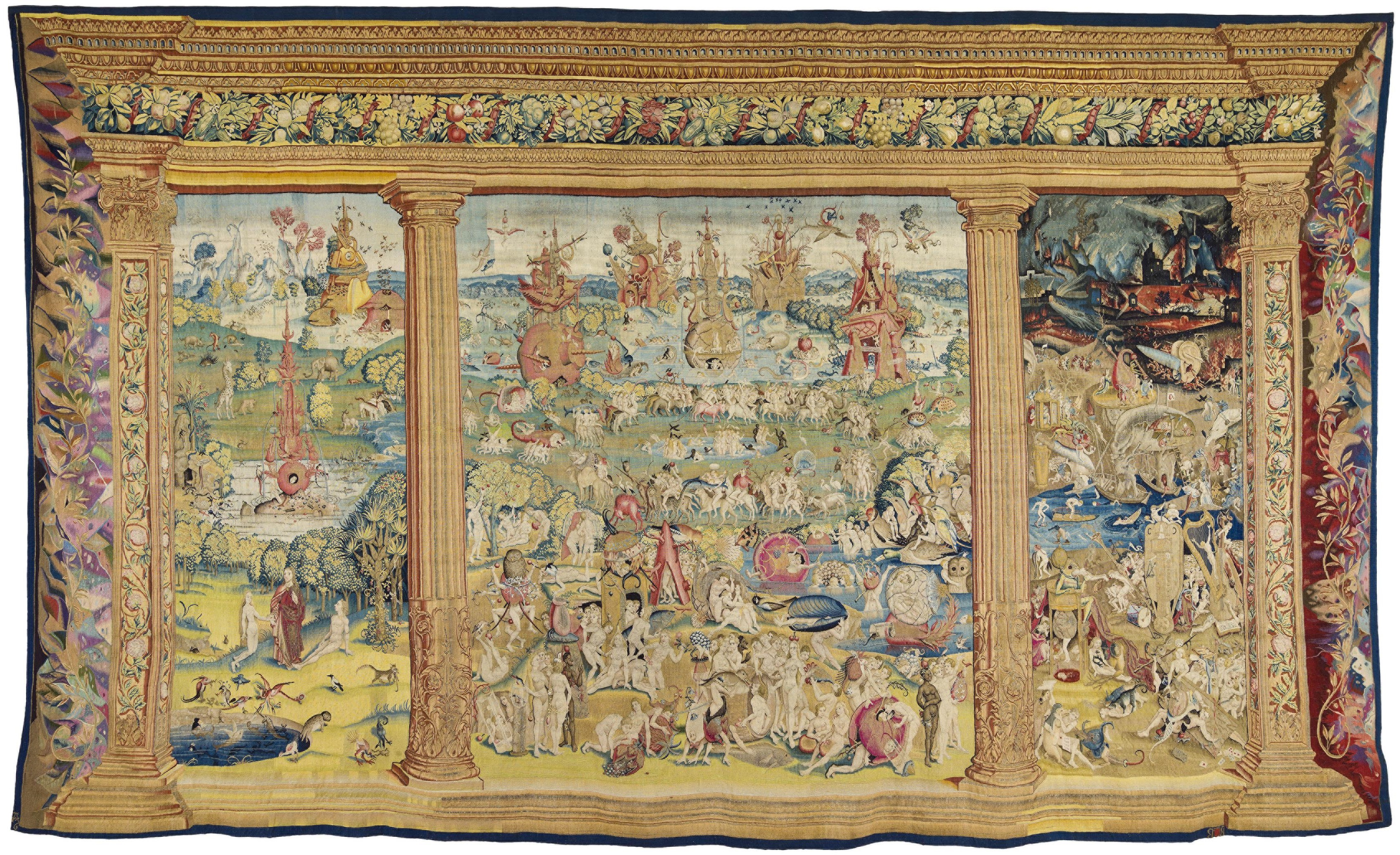
El jardín de las delicias.

Este tapiz es el más ancho (492 cm) de la serie, de la cual probablemente formó el elemento central. De todas las piezas del tapiz, ella es la única que proviene directamente de una obra conocida. De hecho, reproduce fielmente las tres caras interiores del famoso tríptico de El jardín de las delicias, pintado por El Bosco entre 1495 y 1505. En la actualidad conservado en el Museo del Prado, estuvo en el palacio de Bruselas de Enrique III de Nassau-Breda en el momento de la realización de los cartones del tapiz.
En el tapiz, el orden de los paneles es el mismo que en la obra original (Edén-Jardín de las delicias-infierno), pero la imagen está invertida, el tejido se hizo en el revés.
Como el tapiz reproduce los tres paneles de un tríptico, estos están separados por columnas estriadas con capiteles dóricos.

### El carro de heno

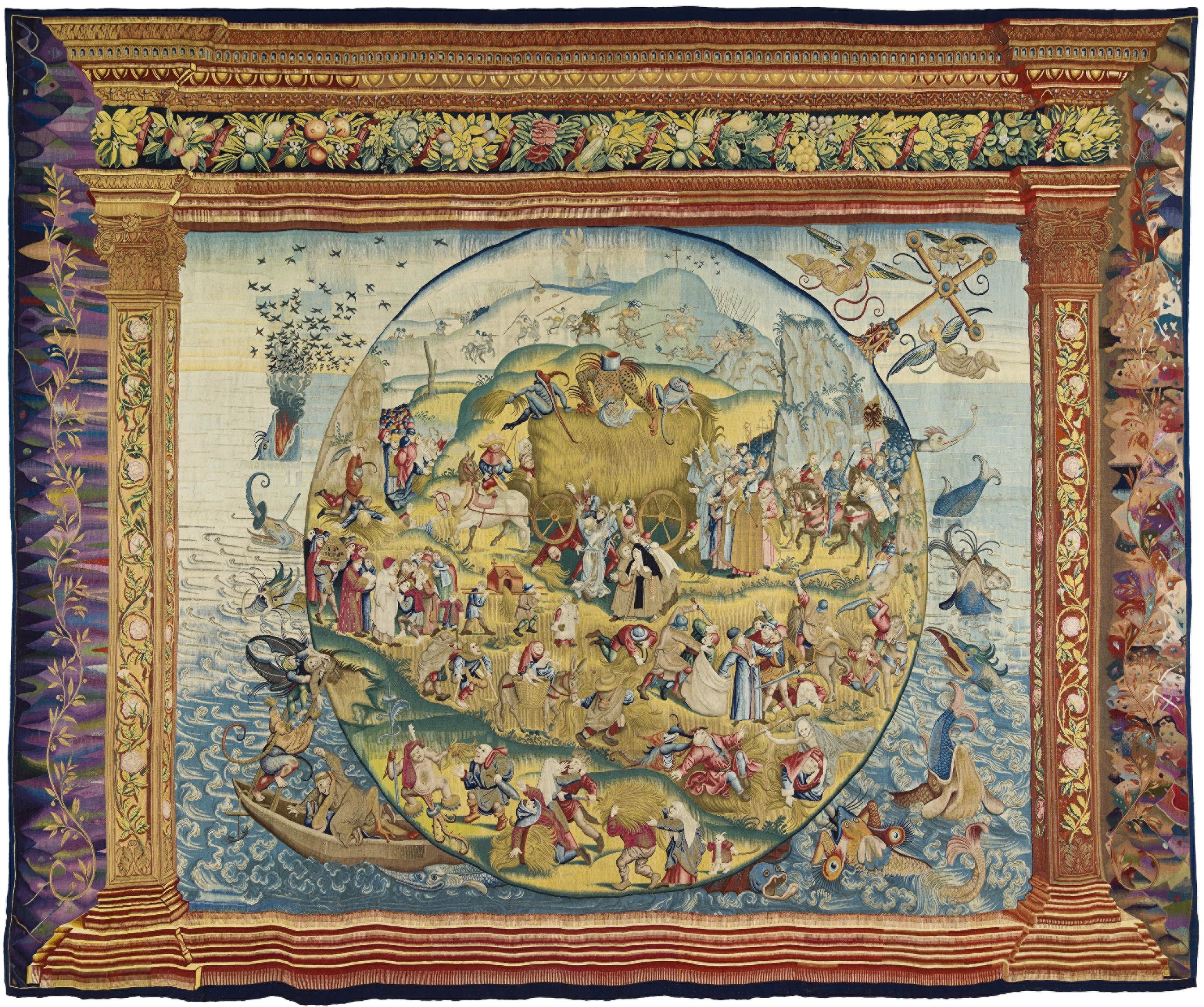
El carro de heno.

Este tapiz desarrolla una iconografía comparable a la del panel central de El carro de heno, otro tríptico del Bosco, también conservado en el Museo del Prado, pintado entre 1510 y 1516. A pesar de importantes diferencias en los detalles, el motivo principal, la alegoría de la vanidad de los deseos humanos, es el mismo: soberanos, nobles, eclesiásticos y plebeyos pelean por el heno que transporta un carro.
La composición del tapiz difiere notablemente de la pintura al inscribirse en un globo crucífero. Este, oscila, rodeado por un infierno acuático poblado por monstruos marinos al que los condenados son precipitados por la Muerte (armada con una flecha, como en La muerte de un avaro) y los demonios.
El Museo del Louvre conserva una pintura atribuida al estudio del pintor amberino Gillis Mostaert que reproduce exactamente, pero en un estilo menos arcaico, la composición del tapiz de El Escorial. El cuadro del Louvre está invertido en relación con el tapiz, lo que indica que se basa en el cartón utilizado para tejerlo o en una obra perdida (posiblemente del Bosco), que el pintor del cartón habría copiado. Los gobernantes a caballo se representan así a la izquierda del carruaje, que avanza hacia la derecha, como en el panel central del tríptico del Bosco.

El carro de heno
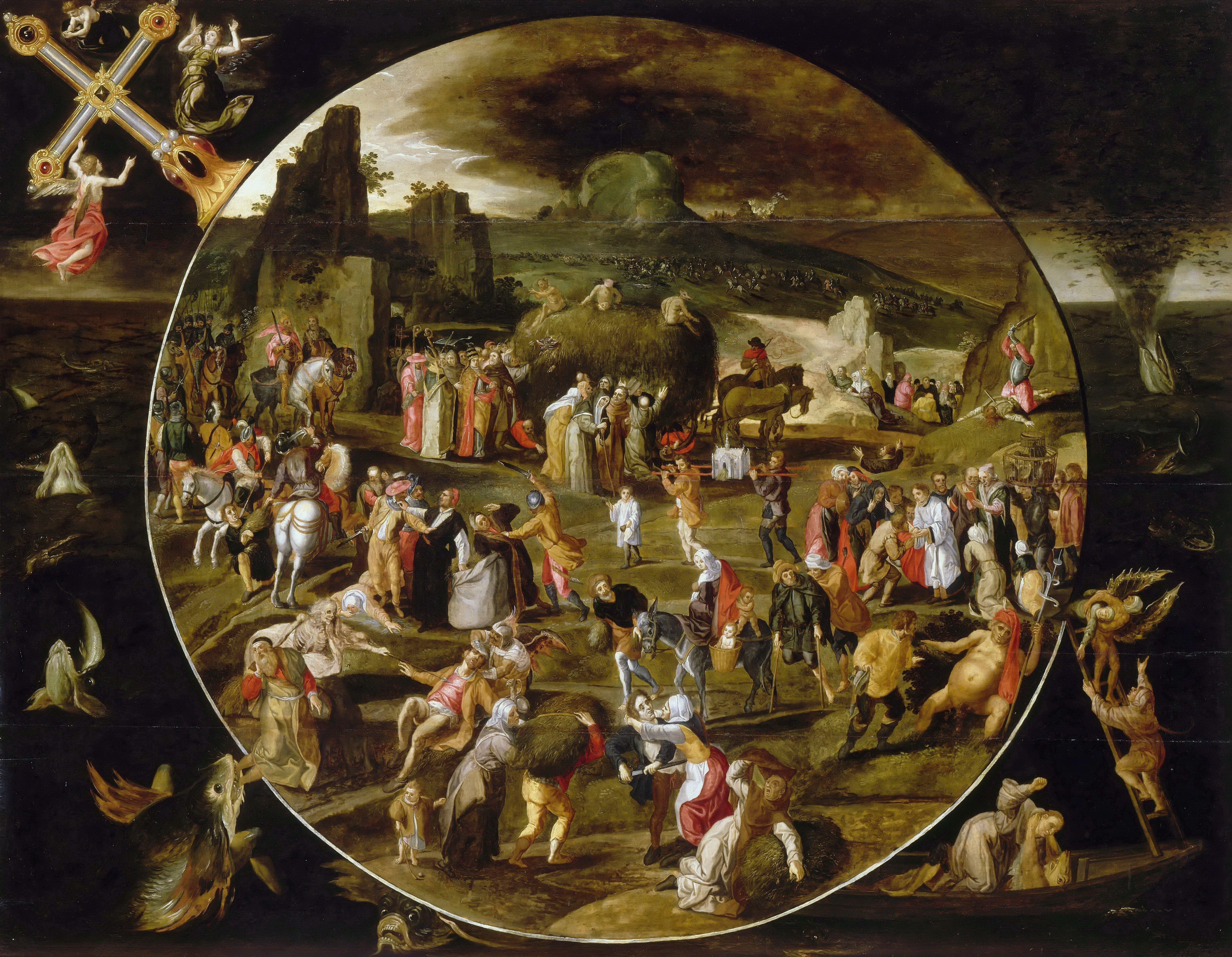
Versión del Louvre.
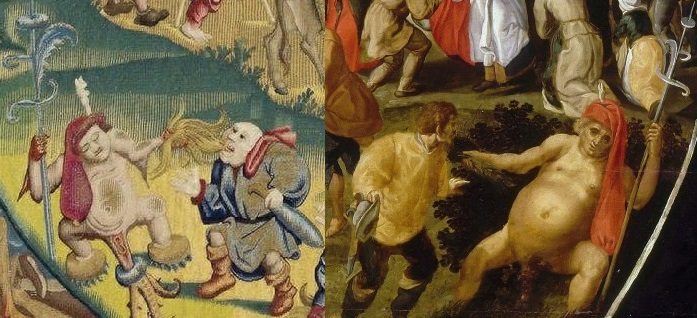
Comparación con el tapiz.
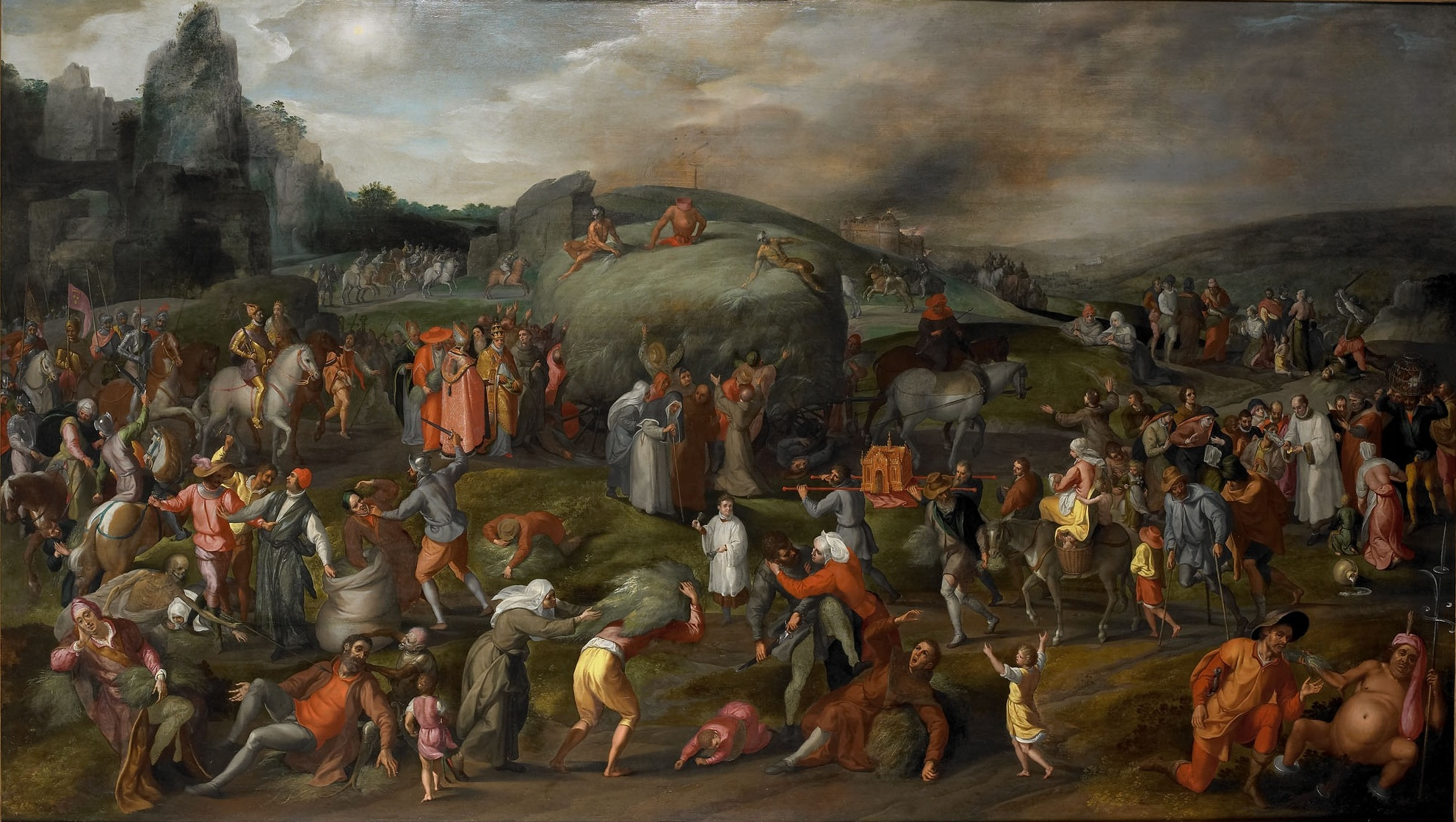
Variante rectangular conservada en el Museum Catharijneconvent de Utrecht (depósito del Rijksmuseum).

### Las Tentaciones de san Antonio

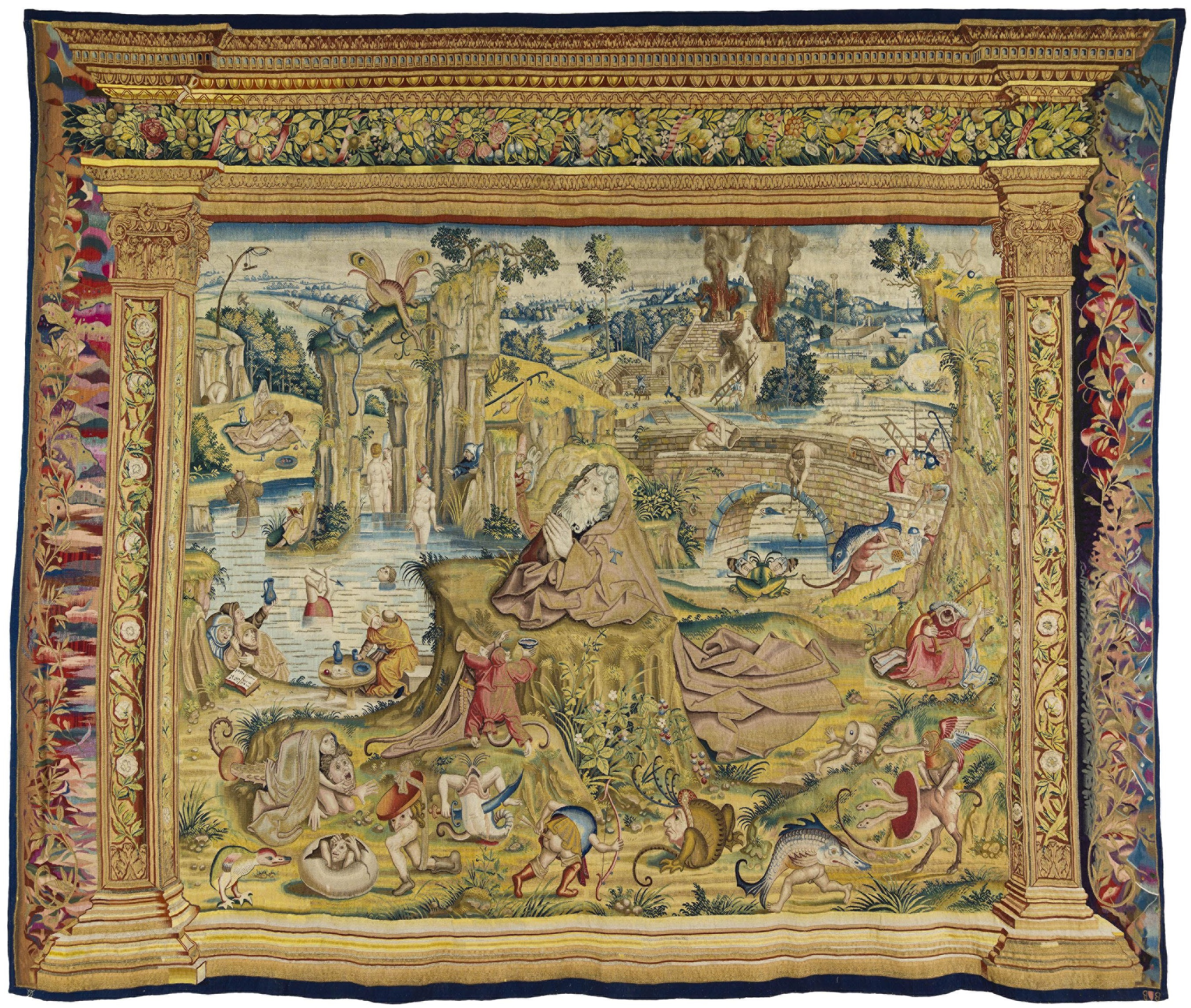
Las Tentaciones de san Antonio.

Aunque El Bosco representó varias veces este tema, el tapiz de Las Tentaciones de san Antonio no reproduce ninguna de las obras conocidas del maestro.  En lugar de un reflejo de un trabajo perdido del maestro, es más probable que sea un pastiche. De hecho, se realizaron muchas obras sobre este tema, a partir del segundo decenio del siglo XVI, por el éxito obtenido por el tríptico de las Tentaciones de san Antonio, pintado por El Bosco entre 1498 y 1505 (actualmente conservado en Lisboa).
Algunos detalles, sin embargo, parecen derivar de los dibujos del Bosco. En la esquina inferior derecha, vemos un monstruo bípedo tri-ofidio-céfalo montado por un gryllos alado con pico de espátula. Sin embargo, su forma general y la posición de su «jinete» se inspiran en un detalle de una hoja de estudios dibujada por El Bosco hacia 1495-1505 y conservada en el Museo del Louvre (n.º inv. 20871, anverso). El motivo del tapiz no está invertido en comparación con el del dibujo, la relación entre los dos es quizás indirecta.

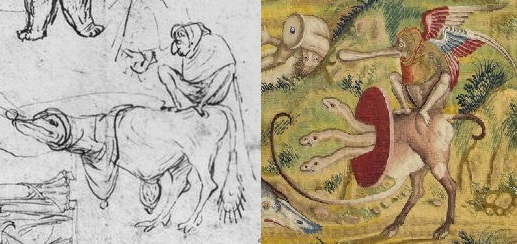
Comparación con el dibujo del Louvre.

### San Martín y los mendigos

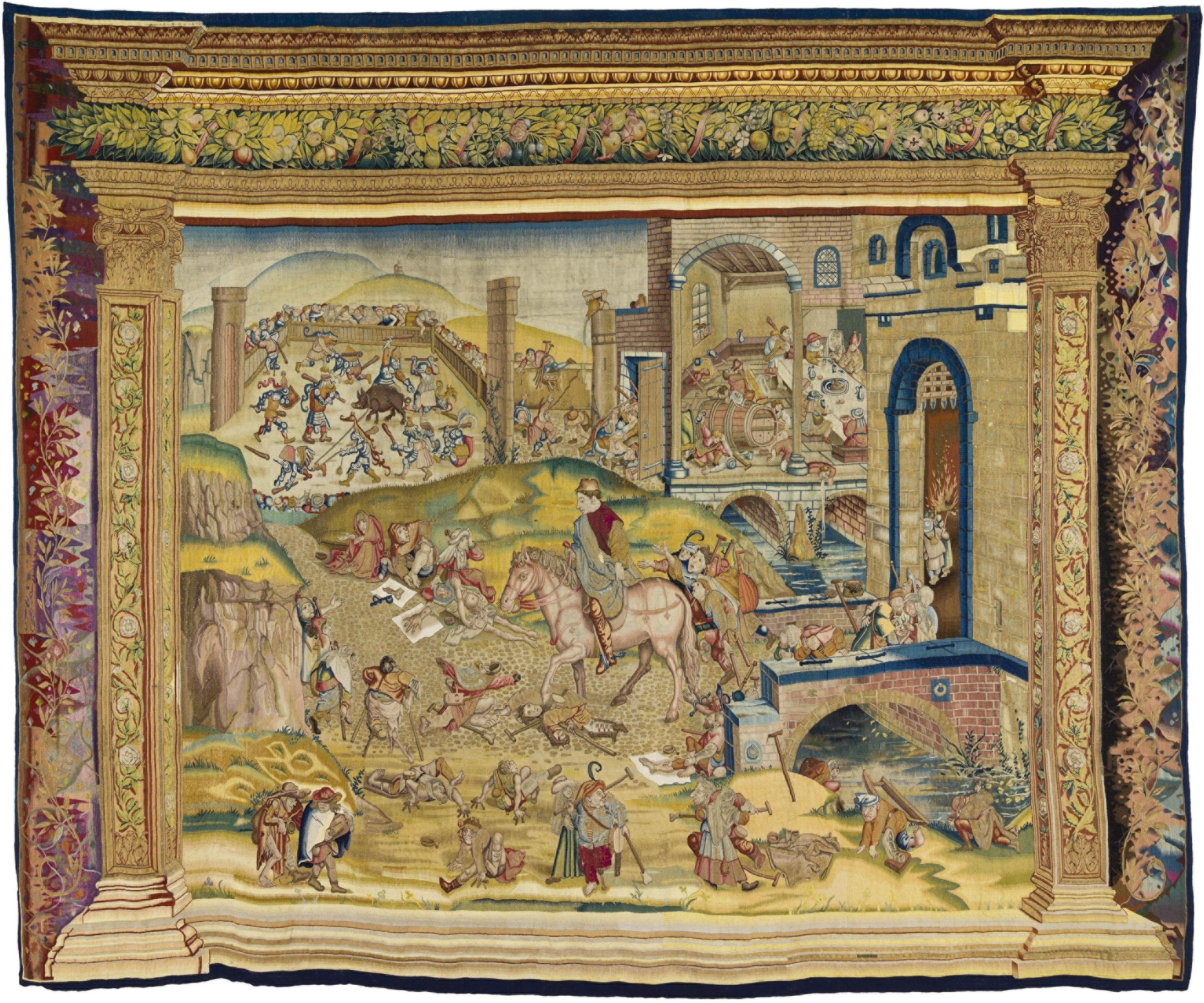
San Martín y los mendigos.

Representado a caballo, saliendo de una ciudad fortificada, San Martín es asaltado por una multitud de mendigos y lisiados. En el camino, algunos de ellos muestran sobre un trapo sus extremidades amputadas, un detalle horrible que se puede encontrar en varias obras auténticas del Bosco (Tríptico del Juicio de Viena y Las Tentaciones de san Antonio de Lisboa).
En el fondo, muchos personajes participan en escenas festivas que probablemente se hacen eco de las celebraciones tradicionales de San Martín. A la derecha, en el interior de un albergue  delante de la cual unos lisiados luchan a golpe de muleta, otros pordioseros se dedican a beber alrededor de un gran tonel.

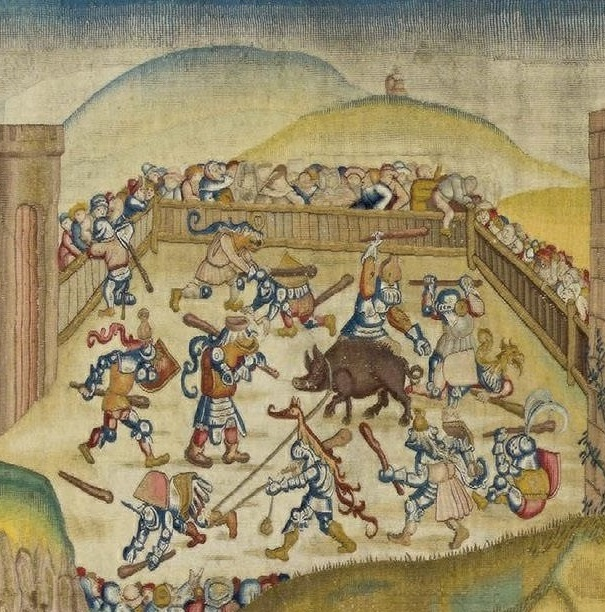
Detalle que muestra ciegos que luchan con un jabalí.

A la izquierda, alrededor de un cercado, los espectadores son testigos de un divertido intento de matar a un jabalí por una docena de hombres con armadura. La parodia de esta «caza» se ve reforzada por las cimeras grotescas de varios de ellos (fuelle, platos, jarras...). Esta escena representa un entretenimiento cruel que involucra a personas ciegas: si logran matar a un cerdo atado sin golpearse entre ellos, pueden comer el animal. La existencia de este juego está atestiguada, por ejemplo, durante el Martes de Carnaval de 1386 en Lübeck. Representado en un dibujo de Jan Verbeeck (hermano de Frans Verbeeck) conservado en la Escuela de Bellas Artes de París, también fue objeto de un lienzo hoy perdido, atribuido al Bosco y comprado en 1570 por Felipe II de España a los herederos del humanista Felipe de Guevara. En el tapiz de San Martín, la escena del jabalí podría aludir a un proverbio flamenco: «Op Sint Martijn, weapon slacht het zwijn» («En San Martín, el pobre mata a su cerdo»).
Inspiradas en El Bosco, a quien los antiguos inventarios reales españoles le atribuyeron varias obras (hoy perdidas) sobre este tema, las diversiones y escenas de género satírico basadas en la leyenda de San Martín fueron apreciadas a mediados del siglo XVI, como Saint Martin au port, un grabado publicado en Amberes por Hieronymus Cock con la inscripción «Hieronymus bos inventor», o El vino de la fiesta de san Martín pintado por Pieter Brueghel el Viejo en Bruselas en 1565-1568.

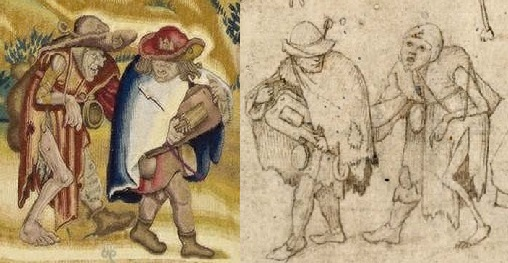
Comparación con el dibujo de Viena.

Como en el tapiz anterior, algunos detalles parecen tomados de hojas de estudio conocidas. Se encuentran en particular en las figuras -invertidas en relación con los dibujos y más caricaturescas que en estos- de un lisiado y un intérprete de zanfona, respectivamente, extraídos de dos hojas conservadas en Bruselas y Viena, anteriormente atribuidas al Bosco, e incluso a Bruegel, pero que Fritz Koreny considera como el trabajo de un seguidor de El 
Bosco de los años 1520-1540.